# روضة الحاج
روضة الحاج محمد عثمان شاعرة سودانية من مواليد شرق السودان مدينة كسلا لأب من شندي وأم من كردفان، حازت علي لقب شاعر سوق عكاظ لعام 2005 ، تعمل مذيعة في الاذاعة السودانية وفي قناة الشروق الفضائية السودانية حيث تقدم برنامج سفراء المعاني وهو حوار فكري ثقافي مع رموز الفكر و الشعر و الثقافة من السودانيين و العرب.

## مميزات شعرها
يمتاز شعرها بجودة ودقة الصور و بساطة وجمال المعانى وحداثة وموضوعية الأفكار وروعة وسلاسة الموسيقى.

### من أقوالها
- «المبدع باحث عن المثال، وجزء من شقائه الكوني والإنساني هذا البحث، وهو قد يجد بعض ملامح مشروعه في منظومة ما ولكنه سرعان ما يشاكس ويختلف ويقاطع ويستقيل».
- «الشعر فلسـفة كونية. ومنهج حياة»[4]

## أمير الشعراء
إزدادت شهرة الشاعرة روضة الحاج بمشاركتها في برنامج أمير الشعراء علي تلفزيون أبو ظبي بنسخته الأولى ..وحازت علي المركز الرابع في المسابقة كان من أبرز قصائدها هي قصيدة بلاغ امرأة عربية منها:

## إنجازاتها وجوائزها
- حازت علي لقب شاعرة سوق عكاظ لعام 2012 [2][6]؛ وهي من الشاعرات اللواتي وضعن الشعر النسائي في مرتبة متقدمة. تمتلك لغة خاصة ورؤيا عميقة تجاه التعبير عن المرأة ، يعتبر كثير من النقاد أنها من أهم الأصوات الشعرية الشابة في الوطن العربي .أحبت زوجها وأهلها ومدينتها وبلدها والأخلاق السامية والنضال و المرأة العربية، فكانت تلك مواضيع كتابتها. مثلت السودان في مسابقات شعرية عربية، وفازت بالمركز الأول في عدد منها مثل منافسات أندية الفتيات بالشارقة عام 2002، ومهرجان الإبداع النسوى .حازت علي المركز الرابع في مسابقة برنامج أمير الشعراء على فضائية أبوظبي . وهي من اسرة تحرير جريدة قمر نيوز التونسية. كما فازت في استفتاء وكالة أنباء الشعر العربي السعودية بالمركز الأول على مستوى الشاعرات العربيات للعام 2008. وحصلت على الجائزة الذهبية كأفضل محاور من مهرجان القاهرة للإذاعة والتلفزيون عام 2008، و تُرجمت قصائدها إلى الفرنسية و الإنجليزية .

## دواوين شعرها
لها خمسة دواوين حتى الآن وهي:
- عش القصيد: صدر في ست طبعات بين عام 2000 تاريخ أول طبعة إلى 2011 آخر الطبعات .
- في الساحل يعترف القلب: صدر في ثلاث طبعات الأولى عام 2001 و الثالثة 2011 .
- للحلم جناح واحد: ثلاث طبعات في ذات التاريخ أعلاه.
- مدن المنافى: فاز بالجائزة الأولى لأبداعات المرأة العربية في الأدب من أندية الفتيات بالشارقة 2000، ويمثل بداية تجربتها الابداعية وبداية مشاركاتها على مستوى الوطن العربي .
- ديوان ضؤ لأقبية السؤال: وهو يمثل منعطفا مهما في تجربتها الشعرية .
- لها تحت الطبع: مبني على الكسر // أغنيات الفتى البنفسجي (للأطفال) .
- تستعد الآن لإصدار الأعمال الكاملة الأولى .

### كتب إسهامية لها
لها كتابان للإسهام بالتعريف بالمبدعات السودانيات هما:
- كتاب شاعرات من السودان.
- كتاب كاتبات من السودان.

## مؤتمرات ومهرجانات مثلتالسودانفيها
مثلت السودان في عدد من المهرجانات والمؤتمرات الشعرية والثقافية منها:
- مهرجان الشباب – سوريا دمشق – المنظمة الإسلامية للتربية والعلوم والثقافة الإيسيسكو. وأسبوع الشباب السوداني السوري – دمشق - سوريا .و مهرجان الاوديسية للشعر العربي بيروت لبنان .و معرض الكتاب الثامن – بيروت – لبنان . ومهرجان الرمثا للشعر العربي – الرمثا الأردن. ومهرجان جرش - عمان - الأردن .و ملتقى عمان للشعر العربي – عمان الأردن .
- ملتقى الشباب القومي العربي – الموصل – العراق .واحتفالات الأوبرا المصرية – القاهرة .و ملتقى القاهرة للشعر العربي – القاهرة ،و منتدى الفكر العربي – القاهرة، وأسبوع السودان الثقافي بـ المنامة ضمن فعاليات الخرطوم عاصمة للثقافة العربية، وملتقى الطيب صالح – المنامة – البحرين ،و مهرجان الخنساء للشاعرات العربيات – مسقط - سلطنة عمان ،و مهرجان الدوحة الثقافي – الدوحة – قطر ،و مهرجان عكاظ للشعر العربي – الطائف – المملكة العربية السعودية ،وملتقى أندية الفتيات - الشارقة – الإمارات العربية المتحدة ،و ملتقى الشارقة للشعر العربي – الشارقة – الإمارات العربية المتحدة ،واحتفالات يوم العلم – عجمان – الإمارات العربية المتحدة ،ومهرجان الشعر العالمي – دبي – الإمارات العربية المتحدة ،ومعرض الكتاب - الشارقة – الإمارات العربية المتحدة ،وملتقى صنعاء للشعراء الشباب العرب – صنعاء اليمن ،ومهرجان ربيع الشعر العربي الفرنسي – باريس – فرنسا ،وملتقى مناصرة القدس – إسطنبول – تركيا ،وفعاليات الكويت عاصمة للثقافة العربية، ومهرجان ربيع الشعر – مؤسسة جائزة عبد العزيز سعود البابطين للإبداع الشعري – الكويت ،و في يوم الشعر العالمي مؤسسة جائزة عبد العزيز سعود البابطين للإبداع الشعري – الكويت ،و في ندوة المجلات الثقافية – مجلة العربي - الكويت ،ومهرجان نواكشوط للشعر العربي – نواكشوط – موريتانيا .
- عكاظية الجزائر للشعر العربي الدورة الأولى والثانية والرابعة – الجزائر ، وفي ندوة صورة المرأة العربية في كتاباتها – تونس -مهرجان جواثى الاحساء - المملكة العربية السعودية . و في مهرجان الشعر العماني السابع - مسقط ،و في تكريم من اثنينية عبد المقصود خوجة – جدة ،و في مهرجان الجنادرية 2011- المملكة العربية السعودية .

## دروع وأوسمة
وسام المعلم السوداني – اتحاد المعلمين السودانيين، ودرع مهرجان الدوحة الثقافي، ودرع الاوديسية – لبنان، ودرع صنعاء عاصمة للثقافة العربية، ودرع أندية الفتيات بالشارقة.

## شهادات تقديرية
نالت شهادات تقديرية من مؤسسات سودانية وعربية من دار القضاة السودانيين، واتحاد المرأة السودانية، ورابطة المرأة العاملة، واتحاد كتاب وادباء الإمارات ،والاتحاد الوطني للشباب السوداني، واتحاد الطلاب السودانيين، وشهادة الاذاعي المتميز أبريل - 2004 ،و من النادي السوداني بـ العين و أبوظبي - الإمارات ،و من اتحاد الطلاب السودانيين بـ جامعة زايد وغيرها.

## كتب وردت فيها
- معجم البابطين للشعراء العرب المعاصرين – الكويت .
- مختارات من الشعر السوداني – أبو بكر الشريف - السودان .
- تأنيث الخطاب - د.وجدان الصائغ – جامعة ذمار - اليمن .
- عتبات النص د.محمد صابر عبيد - العراق .
- قصائد من الشرق - حسان أبوعاقلة - السودان .

## بعض قصائدها
- من بعض قصائدها :

في موسم المد جزر جديد، مدن المنافي، أواه.. يا كسلا، وقال نسوة، اعتراف، بلاغ امرأة عربية، نشاز في همس السحر، هل كان حباً يا ترى ؟، وشم على ساعد الغياب، المنسي ! ، ونثرته ملح العتاب ! ، عش للقصيد، في الساحل يعترف القلب، مالي ادعيتك لي، وتحترق الشموع .

## من أشعارها
يقول الدكتور الموسيقار د.أنس العاقب إن وصول روضة الحاج إلى مرحلة الاحتفاء العربي وجلوسها على عرش الشعر فخر للسودان وشعرائه، وإنه بوصفه ملحنا ألهمته قصيدتها «قدر» التي تقول في مطلعها: